# Kabeli (Viru-Nigula)
Kabeli is een plaats in de Estlandse gemeente Viru-Nigula, provincie Lääne-Virumaa. De plaats heeft de status van dorp (Estisch: küla).

## Bevolking
Het dorp had 24 inwoners op 31 december 2011 en 17 inwoners op 31 december 2021.

## Ligging
Kabeli ligt ongeveer 2 km ten zuiden van de stad Kunda.

## Geschiedenis
Kabeli werd pas In 1931 voor het eerst genoemd als wijk van Kunda. Die plaats had toen de status van vlek. In 1938 kreeg Kunda de status van stad. Het jaar daarop, in 1939, werd Kabeli van Kunda afgesplitst.